# Cyphophthalmus gordani
Espèce
Cyphophthalmus gordani est une espèce d'opilions cyphophthalmes de la famille des Sironidae.

## Distribution
Cette espèce est endémique du Monténégro. Elle se rencontre à Fundina dans une grotte.

## Description
Le mâle holotype mesure 1,76 mm, les mâles mesurent de 1,68 à 1,86 mm et les femelles de 1,72 à 1,94 mm.

## Étymologie
Cette espèce est nommée en l'honneur de Gordan S. Karaman.

## Publication originale
- Karaman, 2009 : « The taxonomical status and diversity of Balkan sironids (Opiliones, Cyphophthalmi) with descriptions of twelve new species. » Zoological Journal of the Linnean Society, vol. 156, no 2, p. 260–318.